# روغن ترمز

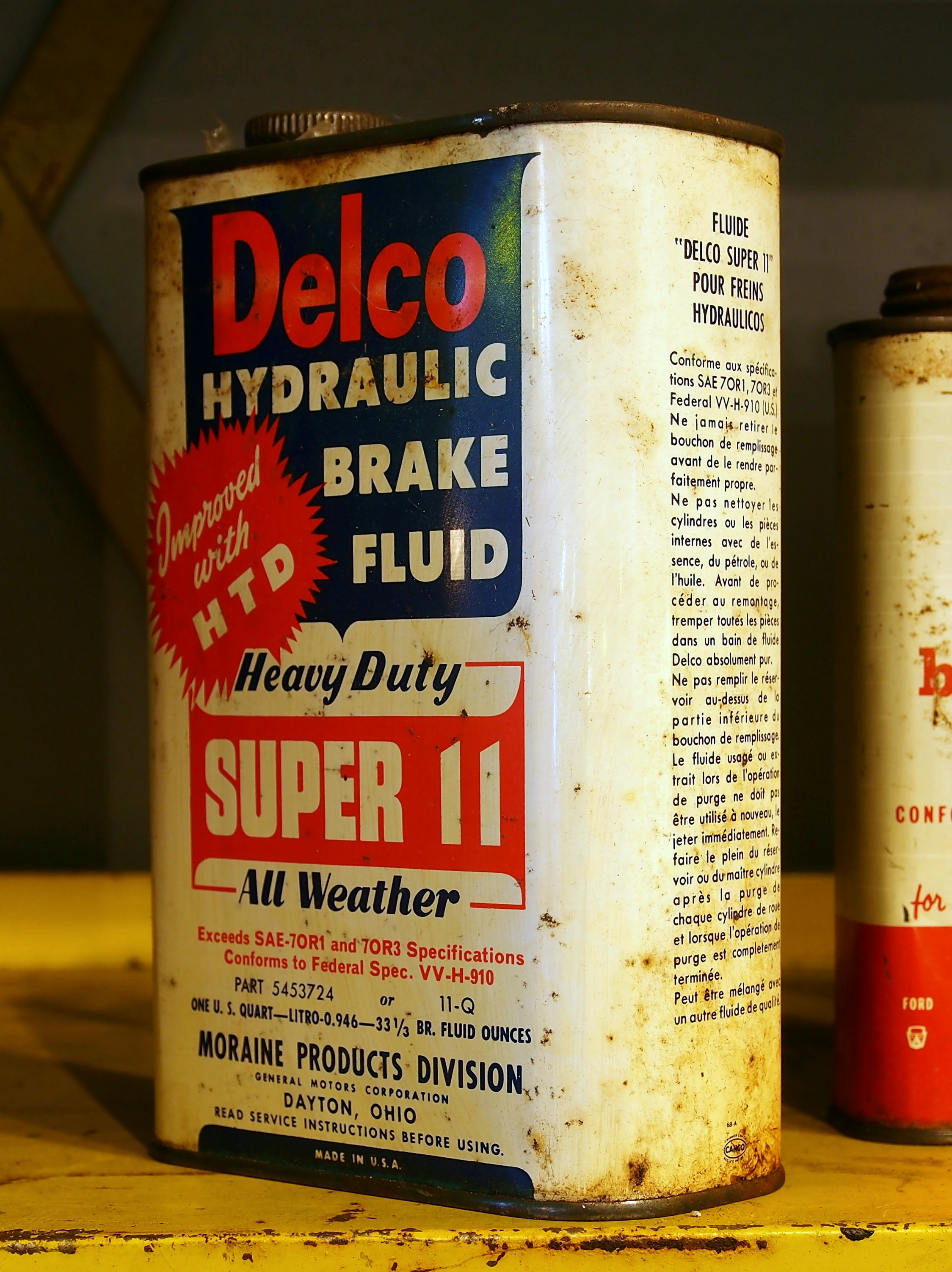
یک روغن ترمز قدیمی در موزه ای در هلند

روغن ترمز یا مایع ترمز، سیالی است که وظیفه انتقال فشار هیدرولیکی از پمپ ترمز به سیلندر ترمز را بر عهده دارد که در نهایت موجب فشار لنت ترمز بر دیسک یا کاسه ترمز میشود. این مایع بدلیل خصلت عملکرد خود باید دارای حداقل تراکم پذیری باشد. همچنین این مایع باید نسبت به حباب هوا حساس بوده و اجازه تشکیل حباب را ندهد. تبخیر روغن ترمز باید بسیار ناچیز باشد و با قطعات فلزی و پلاستیکی که با آنها در تماس است سازگاری داشته باشد.
این مایع، ترکیبی مصنوعی است که قسمت اعظم آن از ترکیبات پلی گلیکول اتری تشکیل شده‌است. روغنهای ترمز نسبت به رطوبت حساس بوده و با جذب رطوبت نقطه جوش آنها پائین می‌آید و خاصیت خود را از دست می‌دهند. نقطه جوش معمول این روغن‌ها بیش از ۱۸۵ درجه سانتیگراد است. این روغن‌ها در ایران در دو استاندارد دات ۳ و دات ۴ (زرد و آبی) تولید و مصرف می‌شوند.